# 石井裕正
石井 裕正（いしい ひろまさ、1938年 - 2010年5月31日）は、日本の医学者。慶應義塾大学名誉教授。

## 来歴
1938年愛知県生まれ。
1963年慶應義塾大学医学部卒業。 1964年同大学医学部内科学教室に入局。1969-1972年アメリカのニューヨーク市立大学マウントサイナイ医学部留学。1973年慶應義塾大学医学部講師となり、1979年同助教授および同大学病院消化器内科診癒副部長を歴任。
2010年5月31日、急性心筋梗塞のため死去した。72歳没。

## 人物
専門分野は消化器病学、特に肝・胆・膵の病気の臨床、アルコール性肝障害、肝の代謝異常など。

## 著作
- 『臨床消化器病学』(共著、朝倉書店)
- 『薬物性肝障害をめぐって』医歯薬出版 2006
- 『C型肝炎を最新医学で治す : よくわかる先端医療 』成美堂出版 2001

## 博士論文
1969年「肝障害時の輝代謝異常に関する研究」(慶應義塾大学)